# Yves Moignet
Yves Moignet est un architecte français, né le 19 mai 1920 à Saint-Brieuc et mort le 18 juillet 2007 à Angers.

## Biographie
En 1948, il est lauréat du premier second grand prix de Rome en architecture.
Après avoir étudié à l’école nationale supérieure des beaux-arts de 1941 à 1948, il participe à la conception de plusieurs édifices notamment en Bretagne et en Anjou. 
En 1985, il demande à Rémy Burgaud (1946-2025), un de ses architectes salariés depuis des années , de devenir son associé. Pendant près de 10 ans, ils réaliseront ensemble plusieurs bâtiments publics, dont la salle Beausite à Saint Georges sur Loire et le Collège Jean Monnet à Angers. 

## Réalisations

### Lycées
Yves Moignet est l'architecte en tout ou partie de plusieurs lycées en Bretagne et en Pays de la Loire (liste non-exhaustive) :
- 1962 : Lycée Eugène Freyssinet à Saint-Brieuc, Côtes-d'Armor[5].
- 1962 : Gymnase du lycée Yves Thépot à Quimper, Finistère[6].
- 1967 : Lycée Edgard Pisani à Montreuil-Bellay, Maine-et-Loire[7].
- 1972 : Lycée Douanier-Rousseau, centre-ville de Laval, Mayenne (externat, restaurant scolaire, gymnase).
- 1975 : Lycée Bertrand d'Argentré internat et externats[8].

### Autres Réalisations
- De 1951 à 1960 : Construction et rénovation de plusieurs logements dans le centre d'Angers[9],[10],[11],[12]. Parmi ces logements, son ancienne maison d'architecte fait l'objet d'un classement parmi les monuments historiques depuis 2004[13].
- De 1953 à 1956 : Lotissement de 39 immeubles à Belle-Beille en collaboration avec les architectes : Madelin, Henri Enguehard et Frédéric Le Sénéchal[14].
- 1968 et 1978 : La Maternité de l'hospice Sainte-Marie et extensions (Actuellement CHU d'Angers)[15].
- 1969 : L'ENITHP à Angers (INHP)[16],[17].
- 1979 : Le Centre Robert-Debré, hôpital des enfants (CHU d'Angers)[15].
- 1980 : L'office départemental du tourisme du Maine-et-Loire[18],[19] ; bâtiment accueillant maintenant des bureaux (angle Boulevard du Roi René et Place Kennedy, en face du Château d'Angers).
- 1982 : L'hôtel du département de Mayenne à Laval[20].
- 1984 : La Direction départementale de l’Équipement du Maine-et-Loire à Angers[21] (accueillant depuis la Direction départementale des Territoires de Maine-et-Loire) : le "bâtiment M"; depuis le 17 décembre 2024, une exposition est présente sur place et via internet, et retrace les 40 ans de ce bâtiment.
- 1989: Collège Jean Monnet à Angers; avec Rémy Burgaud, Daniel Mignot et Pierre-Yves Lacroix.
- 1993: Salle Beausite à Saint-Georges-sur-Loire (voir page 6 de la revue "IMAGO: Flâneries Ligériennes" datée de juillet 2013); avec Rémy Burgaud.
- 1993: Bâtiment Larrey, CHU d'Angers; inauguré le 27/01/1994; avec Rémy Burgaud. Rémy Burgaud a beaucoup travaillé sur les façades extérieures: son inspiration provient de palais vénitiens.

## [22]Références
1. 1 2  « Fichiers des décès 2000-2009 », sur insee.fr (consulté le 4 avril 2020).
2. ↑  « La grande masse des beaux-arts, Concours de Rome d'Architecture. Les Grands Prix de Rome de 1864 à 1967. », sur grandemasse.org (consulté le 4 avril 2020).
3. ↑  « Inventaire du patrimoine culturel en Bretagne, Gymnase du lycée Yves Thépot(Quimper) », sur patrimoine.region-bretagne.fr (consulté le 4 avril 2020).
4. ↑  « Décès de 2 confrères | Ordre des architectes », sur www.architectes.org, 24 février 2025 (consulté le 27 mars 2025)
5. ↑  « L'inventaire du patrimoine culturel en Bretagne, Lycée Eugène Freyssinet, 32 rue Mansart (Saint-Brieuc) », sur inventaire-patrimoine.region-bretagne.fr (consulté le 5 avril 2020).
6. ↑  « L'inventaire du patrimoine culturel en Bretagne, Gymnase du lycée Yves Thépot, 28 avenue Yves Thépot (Quimper) », sur inventaire-patrimoine.region-bretagne.fr (consulté le 5 avril 2020).
7. ↑  « Lycée Edgard Pisani, Présentation du lycée », sur pisani49.paysdelaloire.e-lyco.fr (consulté le 5 avril 2020).
8. ↑  « L'inventaire du patrimoine culturel en Bretagne, Lycée Bertrand d'Argentré, 15 rue du collège (Vitré) », sur inventaire-patrimoine.region-bretagne.fr (consulté le 5 avril 2020).
9. ↑  « Ministère de la culture, POP, Maison », sur pop.culture.gouv.fr (consulté le 5 avril 2020).
10. ↑  « Ministère de la culture, POP, Maison », sur pop.culture.gouv.fr (consulté le 5 avril 2020).
11. ↑  « Ministère de la culture, POP, Lotissement concerté (2 hôtels jumelés à portes extrêmes, dont l'hôtel de Villoutrey) », sur pop.culture.gouv.fr (consulté le 5 avril 2020).
12. ↑  « Vidéo INA, 30 mai 1987, Rue des collines, Les maisons d'architecte », sur ina.fr (consulté le 7 avril 2020).
13. ↑  « Ministère de la culture, POP, Maison-clairière », sur pop.culture.gouv.fr (consulté le 5 avril 2020).
14. ↑  « Patrimoine des pays de la Loire, Lotissement concerté (39 immeubles) »(Archive.org • Wikiwix • Archive.is • Google • Que faire ?), sur patrimoine.paysdelaloire.fr (consulté le 5 avril 2020).
15. 1 2  « Ministère de la culture, POP, Hôpital dit hospice Sainte-Marie, actuellement Centre hospitalier universitaire », sur pop.culture.gouv.fr (consulté le 5 avril 2020).
16. ↑  « Ministère de la culture, POP, E.N.I.T.H », sur pop.culture.gouv.fr (consulté le 4 avril 2020).
17. ↑  « Vidéo INA, 30 déc. 1988, Rue des collines, Enithp d'Angers », sur ina.fr (consulté le 7 avril 2020).
18. ↑  « Ministère de la culture, POP, Office départemental du tourisme », sur pop.culture.gouv.fr (consulté le 4 avril 2020).
19. ↑  « Vidéo INA, 23 oct. 1989, Rue des collines, La maison du tourisme de l'Anjou », sur ina.fr (consulté le 7 avril 2020).
20. ↑  « Ministère de la culture, POP, Établissement Administratif dit hôtel du département », sur pop.culture.gouv.fr (consulté le 4 avril 2020).
21. ↑  « Ministère de la culture, POP, Établissement Administratif, Direction départementale de l'Equipement », sur pop.culture.gouv.fr (consulté le 4 avril 2020).
22. ↑  « Historique du bâtiment M », sur Les services de l'État en Maine-et-Loire (consulté le 29 mars 2025)